# 年輕的阿罕默德
是2019年比利時導演尚-皮耶·達頓、盧·達頓執導的劇情長片，並入圍第72屆坎城影展的正式競賽單元，最終獲得最佳導演獎。

## 角色
- Idir Ben Addi 飾演 Ahmed
- Olivier Bonnaud 飾演 Caseworker
- Myriem Akheddiou 飾演 Inès
- Victoria Bluck 飾演 Louise
- Claire Bodson 飾演 Mother
- Othmane Moumen 飾演 Imam Youssouf

## 外部連結
- 豆瓣电影上《年輕的阿罕默德》的資料 （简体中文）
- 1905电影网上《年輕的阿罕默德》的资料（简体中文）
- 互联网电影数据库（IMDb）上《年輕的阿罕默德》的资料（英文）